# Siar Sedig
Siar Sedig, né le 22 avril 1988 à Kaboul, est un réalisateur et scénariste néerlandais, d'origine afghane.

## Carrière
Il immigre très tôt avec sa famille aux Pays-Bas[réf. nécessaire].

## Filmographie
- 2014 : February[2]
- 2015 : The Surgeons
- 2017 : Cocon[3]
- 2018 : Resonance[4]